# Play (Super Junior)
Play è il nono album in studio (l'ottavo in lingua coreana) del gruppo musicale sudcoreano Super Junior, pubblicato nel 2017.

## Tracce
Versione "Black Suit" & "One More Chance"
1. Black Suit – 3:21
2. Scene Stealer – 3:25
3. One More Chance (비처럼 가지 마요) – 4:15
4. Good Day for a Good Day – 3:05
5. Runaway – 3:26
6. The Lucky Ones – 3:38
7. Girlfriend (예뻐 보여) – 3:23
8. Spin Up! – 3:09
9. Too late (시간 차) – 3:30
10. I Do (두 번째 고백) – 3:31

Versione "Pause"
1. 愛,태우다 (Shadowless) (CD Only) (performed by Super Junior-K.R.Y.) – 3:51

"Replay" – Repackaged
1. Lo Siento (featuring Leslie Grace & Play-N-Skillz) – 3:46
2. Black Suit – 3:21
3. Scene Stealer – 3:25
4. Me & U – 3:21
5. One More Chance (비처럼 가지 마요) – 4:15
6. Good Day for a Good Day – 3:05
7. Runaway – 3:26
8. Super Duper – 3:14
9. The Lucky Ones – 3:38
10. Girlfriend (예뻐 보여) – 3:23
11. Hug (안아줄게) – 3:46
12. Spin Up! – 3:09
13. Too late (시간 차) – 3:30
14. I Do (두 번째 고백) – 3:31

"Replay" – Versione digitale
1. Lo Siento (featuring KARD) – 3:46